# Miagrammopes rimosus
Miagrammopes rimosus är en spindelart som beskrevs av Simon 1886. Miagrammopes rimosus ingår i släktet Miagrammopes och familjen krusnätsspindlar. Inga underarter finns listade i Catalogue of Life.